# Kammel
Die Kammel, im Oberlauf (bis Krumbach) auch Kammlach, ist ein rund 57 km langer, linker Nebenfluss der Mindel. Somit ein indirekter rechter Nebenfluss der Donau in Bayern, Deutschland. Der Fluss ist ab der Brücke der Kreisstraße MN 8 bei Unterrieden (Gemeinde Oberrieden (Schwaben), Landkreis Unterallgäu) bis zur Mündung in die Mindel bei Offingen ein Gewässer zweiter Ordnung.

## Namen
Der Fluss wird im Jahr 1351 (an der Kamlach) erstmals schriftlich genannt. Der Ort Kammlach wird dagegen schon 1243 als Kambeloch erwähnt. Der Name kommt aus dem Keltischen, dort heißt *kambo- so viel wie 'krumm, gekrümmt'. Später kam die althochdeutsche Endung -aha hinzu. Kammlach ist also das krumme Wasser. Kammel ist eine verkürzte Form von Kammlach.

## Verlauf

Verlauf der Kammel/Kammlach

Die offizielle Kammel-Quelle befindet sich im Wald Hochfirst westlich von Erisried (Gemeinde Stetten) im Landkreis Unterallgäu. Ein weiteres, längeres Quellwasser kommt aus der Nähe von Sontheim, östlich des Einödhofs Ziegler.
Nach dem Zusammenfluss geht es immer nach Norden, durch die Gemeinde Kammlach (die den Fluss im Wappen führt) zuerst noch in wenigen Biegungen, dann ab Unterrieden in mit vielen Mäandern, Prallhängen, Gleithängen, Uferwänden, Kiesbänken und Wiesen. Weitgehend naturbelassen fließt sie bis Krumbach (in dessen Wappen man sie ebenfalls finden kann); bei Krumbach mündet der Krumbach (meist Krumbächle genannt) in die Kammel.
Nördlich der Mündung des Krumbächles in die Kammel wird das Kammeltal breiter. Von Krumbach bis Ettenbeuren (Gemeinde Kammeltal) sind die Ufer teilweise noch befestigt, teilweise aber auch wieder renaturiert und die Kammel mäandriert wieder (besonders bei Egenhofen, Gemeinde Kammeltal). Ab Ettenbeuren ist ein Nebenlauf der Kammel durch das Kloster Wettenhausen kanalisiert.

## Nebenbäche
Neben dem in Krumbach in die Kammel mündenden Krumbächle gibt es noch zwei weitere etwas größere Bäche, die in die Kammel münden – der bei Naichen (Gemeinde Neuburg an der Kammel) mündende Haselbach und der in Ettenbeuren (Gemeinde Kammeltal) mündende Krähenbach. Für die weiteren, noch kleineren Zuflüsse der Kammel, die einen Namen haben: → siehe Liste der Gewässer im Flusssystem Mindel;

## Ortschaften
Folgende Ortschaften (und Sehenswürdigkeiten) liegen an der Kammel (von der Quelle zur Mündung, folglich von Süden nach Norden):

im Landkreis Unterallgäu:
- Gemeinde Kammlach: Ober- und Unterkammlach;
- Gemeinde Oberrieden: Ober-, Mittel- und Unterrieden;
- Markt Pfaffenhausen: Weilbach;
- Gemeinde Breitenbrunn: Breitenbrunn und Loppenhausen;

im Landkreis Günzburg:
- Gemeinde Aletshausen: Haupeltshofen und Aletshausen;
- Stadt Krumbach (Schwaben) (Sehenswürdigkeiten → siehe Artikel über Krumbach): Niederraunau, Krumbach (Schwaben), Billenhausen und Hirschfelden;
- Markt Neuburg an der Kammel: Erisweiler, Halbertshofen, Neuburg an der Kammel (Schloss, Kirche, Wallfahrtskirche Maria Feldblume zwischen Neuburg an der Kammel und Wattenweiler), Langenhaslach und Naichen (Hammerschmiede Naichen);
- Gemeinde Kammeltal: Keuschlingen, Behlingen, Ried, Egenhofen, Unterrohr, Ettenbeuren, Grünhöfe, Reifertsweiler, Wettenhausen (Kloster Wettenhausen), Kleinbeuren und Hammerstetten;
- Stadt Burgau (Sehenswürdigkeiten → siehe Artikel über Burgau): Nußlachhof, Großanhausen, Ober- und Unterknöringen;
- Gemeinde Rettenbach: Remshart (Naherholungsgebiet Silbersee);

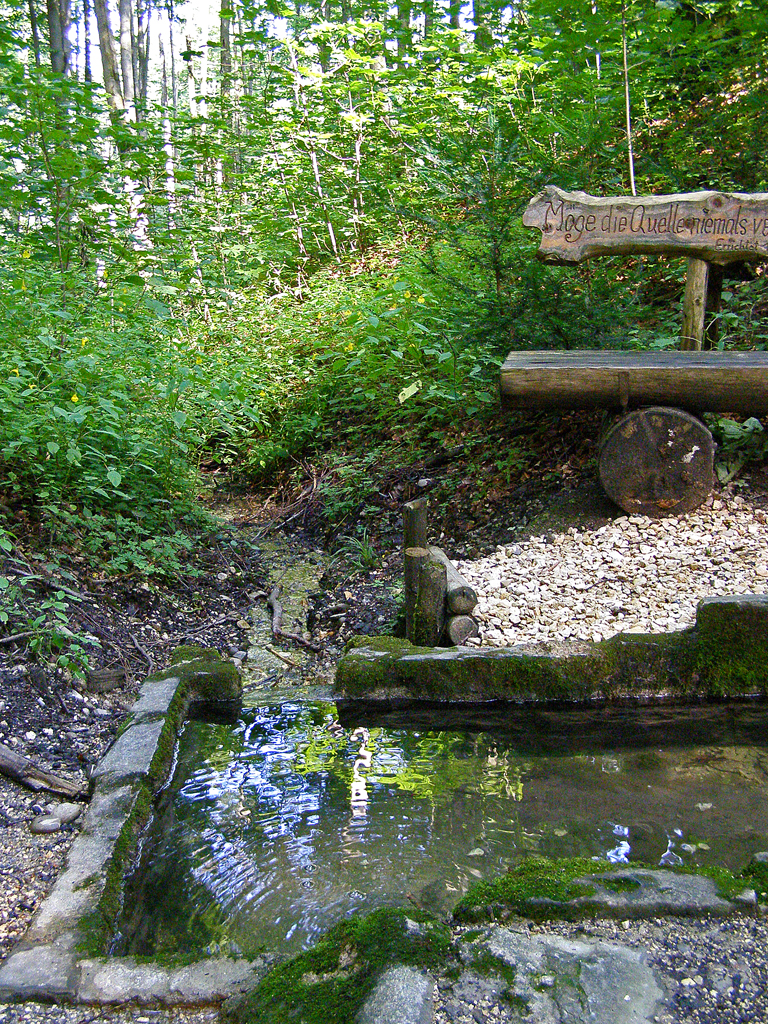
Kammelquelle bei Erisried
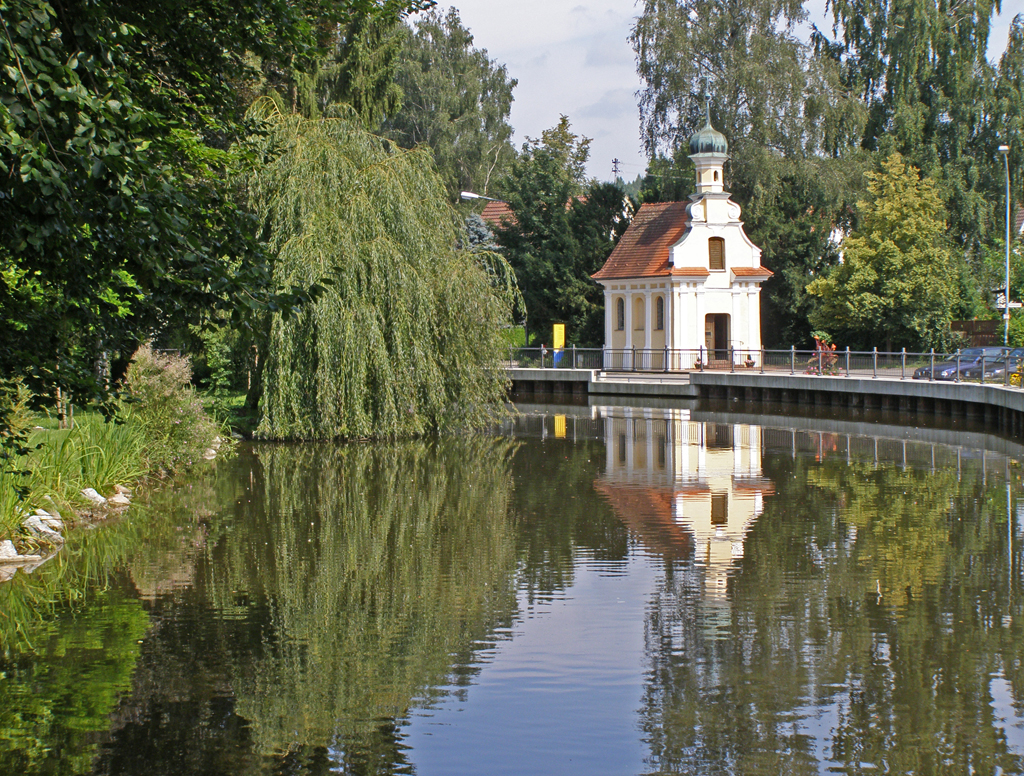
Aufgestaute Kammel in Krumbach (Untere Mühle) und Mühlkapelle
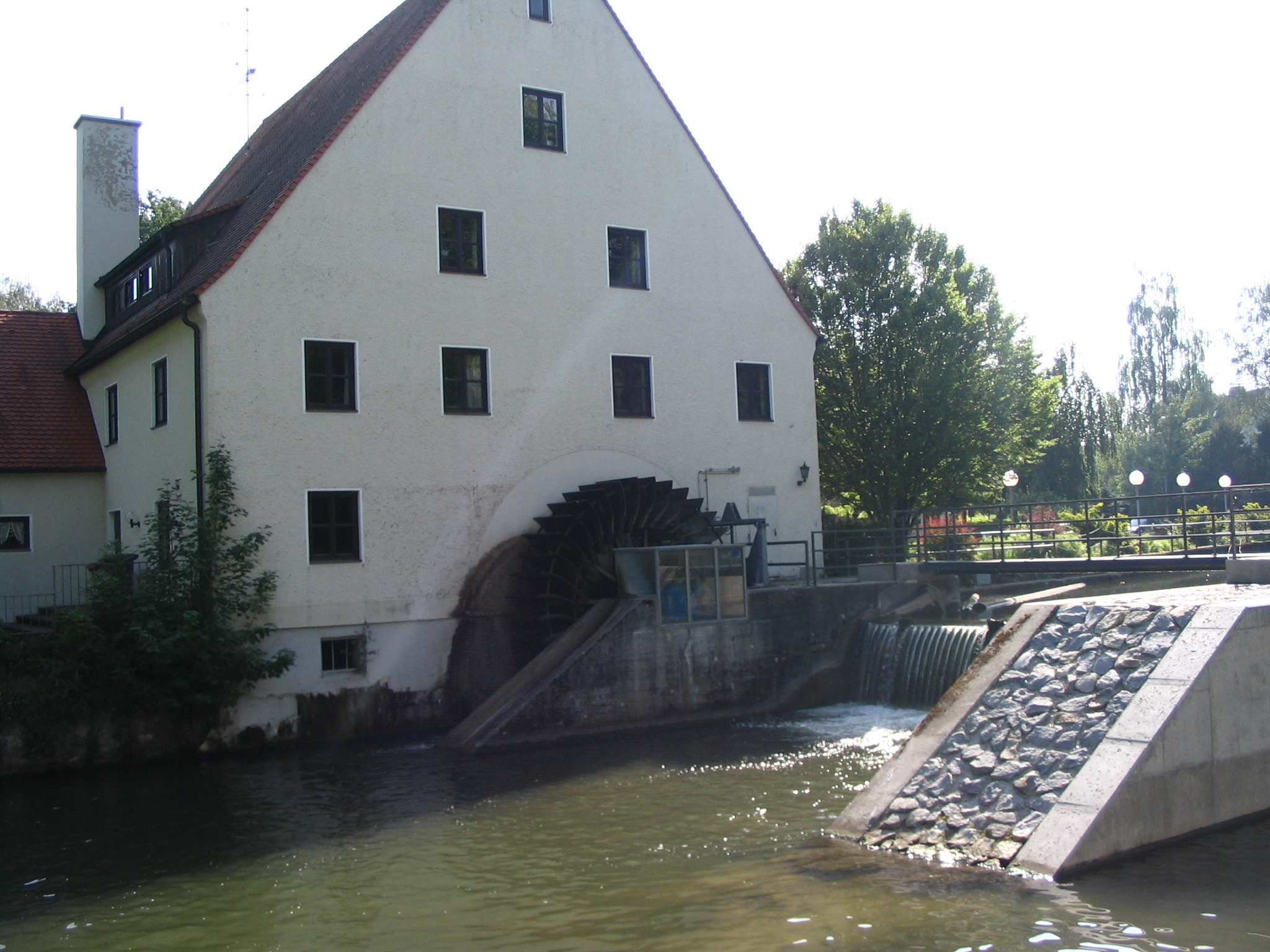
Ehemalige Untere Mühle in Krumbach, heute: Haus St. Michael
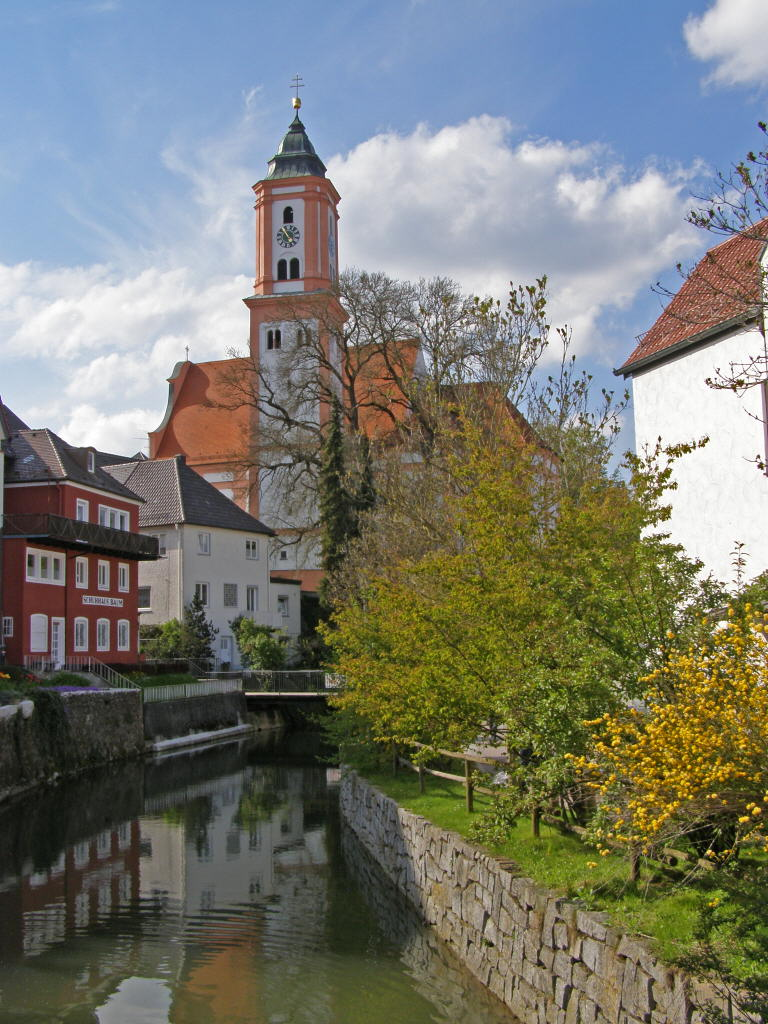
Stadtpfarrkirche St. Michael in Krumbach – im Vordergrund die Kammel
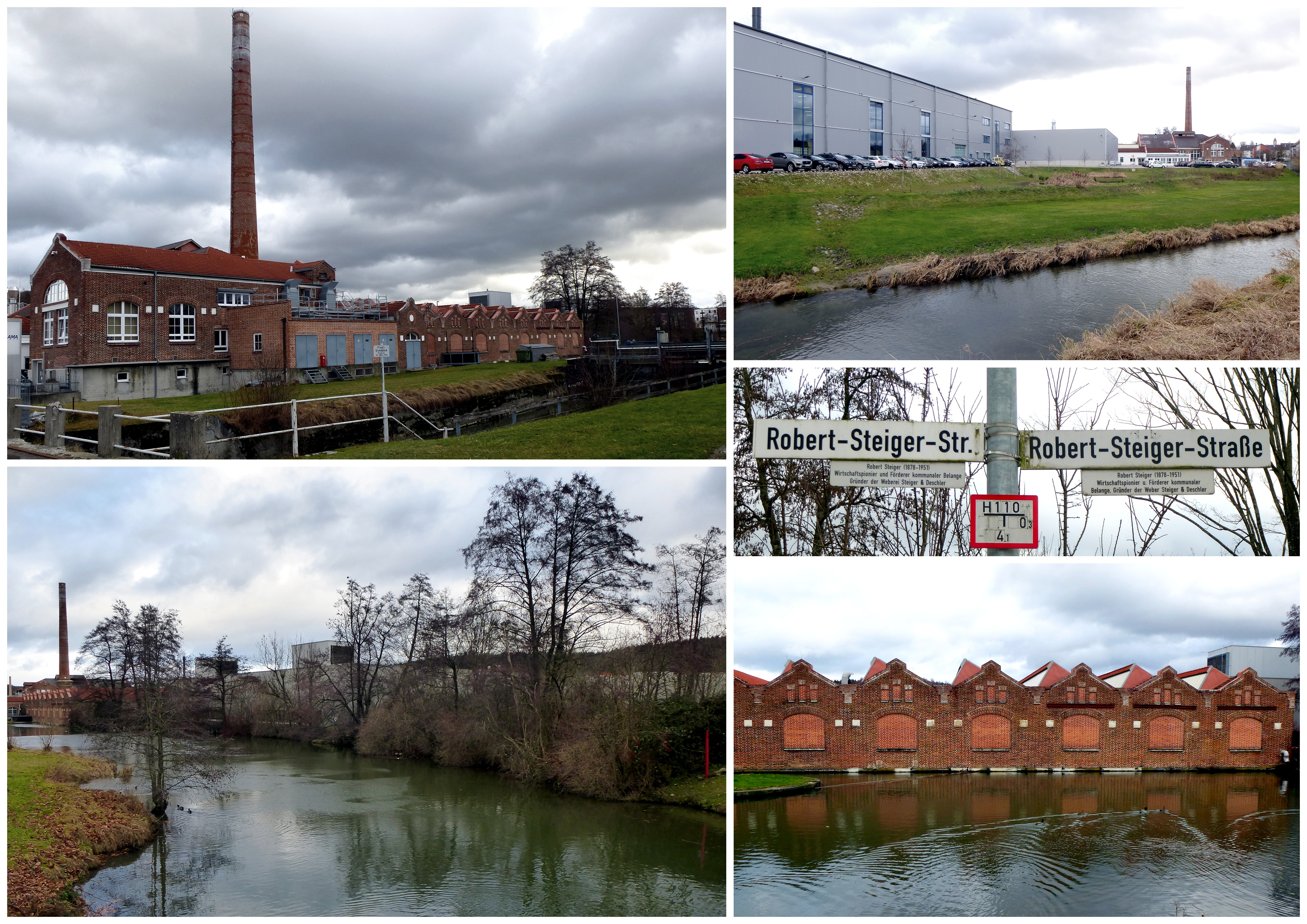
Firma UTT/Indorama (ex Steiger & Deschler), Krumbach. Partie an der Kammel

## Sonstiges
- Parallel zum Fluss verläuft der regionale, 71 km lange Kammeltal-Radweg.
- Von Weilbach bis Neuburg (Kammel) fährt die Kammeltalbahn nahe am Fluss.
- An keinem anderen Fluss im Landkreis Günzburg wurden so viele Flusskilometer renaturiert wie an der Kammel. Zwischen Billenhausen (Stadt Krumbach (Schwaben)) und Kleinbeuren (Gemeinde Kammeltal) wurde die Kammel in den Jahren zwischen 1986 und 1993 auf einer Länge von 19 km im Sinne von Ökologie und Hochwasservorsorge in einen naturnahen Zustand versetzt. Das Ergebnis der Maßnahmen ist, dass die Gewässergüte verbessert und die Flussdynamik wiederbelebt wurde.[2]